# Isaquias Queiroz
Isaquias Queiroz dos Santos (* 3. ledna 1994 Ubaitaba, Bahia) je brazilský rychlostní kanoista. Jako první Brazilec v historii se stal mistrem světa a olympijským vítězem v kanoistice.
Pochází z deseti dětí, ve věku dvou let přišel o otce. Jeho dětství bylo poznamenáno dramatickými událostmi: těžce se opařil, pak mu musela být po pádu ze stromu odoperována ledvina, také se stal obětí únosu. Od jedenácti let začal závodit na kánoi, zpočátku se vedle rychlostní kanoistiky věnoval také slalomu na divoké vodě. Jako šestnáctiletý odešel do Ria, kde se připravoval v klubu CR Flamengo pod vedením trenéra Jesúse Morlána.
V roce 2011 se stal juniorským mistrem světa na dvousetmetrové trati. Na mistrovství světa v rychlostní kanoistice 2013 v Duisburgu zvítězil na 500 metrů a byl třetí na 1000 metrů. V roce 2014 titul na 500 metrů obhájil a o rok později vyhrál s Erlonem Silvou závod dvojic. V roce 2015 také získal na Panamerických hrách dvě zlaté a jednu stříbrnou medaili. Na olympiádě v Riu 2016 obsadil druhé místo s Erlonem Silvou na C2 1000 m, byl také druhý na C1 1000 m a třetí na C1 200 m. Byl prvním brazilským sportovcem, který získal na jedné olympiádě tři medaile. Na MS 2018 získal titul na C1 500 m a C2 500 m, na MS 2019 vyhrál na C1 1000 m. Na olympiádě v Tokiu vyhrál závod jednotlivců na 1000 metrů a na deblkánoi skončil s Jacky Godmannem čtvrtý.
Má syna Sebastiana, kterého pojmenoval podle svého rivala Sebastiana Brendela z Německa.